# Cervimunida
Cervimunida is een geslacht van kreeftachtigen uit de klasse van de Malacostraca (hogere kreeftachtigen).

## Soorten
- Cervimunida johni Porter, 1903
- Cervimunida princeps Benedict, 1902